# オス・チンコアンス
オス・チンコアンス (Os Tincoãs) は、1960年や1970年に主に活動したブラジルの音楽グループ。グループ名は南米に生息するカッコウ科のリスカッコウに由来する。
ブラジルの民間信仰のひとつカンドンブレの音楽をベースとする。

## ディスコグラフィー

### アルバム
- 1962　Meu Último Bolero
- 1973　Os Tincoãs
- 1975　O Africanto dos Tincoãs
- 1977　Os Tincoãs
- 1986　Dadinho e Mateus